# Réseau de cavités à Minioptères de Schreibers en Franche-Comté (6 cavités)
Réseau de cavités à Minioptères de Schreibers en Franche-Comté (6 cavités) este o arie protejată (sit de importanță comunitară — SCI) din Franța întinsă pe o suprafață de 21 ha, integral pe uscat.

## Localizare
Centrul sitului Réseau de cavités à Minioptères de Schreibers en Franche-Comté (6 cavités) este situat la coordonatele 47°18′08″N 6°12′13″E / 47.30222°N 6.20361°E.

## Înființare
Situl Réseau de cavités à Minioptères de Schreibers en Franche-Comté (6 cavités) a fost declarat arie specială de conservare în baza directivei 92/43 din 1992 referitoare la conservarea habitatelor naturale și a faunei și florei sălbatice pentru a proteja 9 specii de animale.

## Biodiversitate
Situată în ecoregiunea continentală, aria protejată conține 3 habitate naturale: Peșteri inaccesibile publicului, Formațiuni de Juniperus communis pe lande sau pajiști calcaroase, Pajiști uscate seminaturale și facies de acoperire cu tufișuri pe substraturi calcaroase (Festuco-Brometalia) (* situri importante pentru orhidee).
La baza desemnării sitului se află mai multe specii protejate de  mamifere (9): liliac cârn (Barbastella barbastellus), liliac cu aripi lungi (Miniopterus schreibersii), liliac cu urechi mari (Myotis bechsteinii), liliac cu urechi de șoarece (Myotis blythii), liliac cărămiziu (Myotis emarginatus), liliac comun (Myotis myotis), liliacul mediteranean cu potcoavă (Rhinolophus euryale), liliacul mare cu potcoavă (Rhinolophus ferrumequinum), liliacul mic cu potcoavă (Rhinolophus hipposideros).
Pe lângă speciile protejate, pe teritoriul sitului au mai fost identificate 12 specii de mamifere.